# Faccio quello che voglio (Vacca)
Faccio quello che voglio è il secondo album in studio del rapper italiano Vacca, pubblicato nel 2007 dalla Capitol Records.
Tutti i brani di questo album sono interamente prodotti da Mastermaind dei Numeri2AndTheBand.

## Tracce
1. Intro
2. E se bevo
3. La colpa
4. Mille problemi
5. Non piove (feat. Fabri Fibra)
6. Mi barrio
7. Cosa vuoi da me
8. Faccio quello che voglio
9. Non mi butto giù (feat. Nesli)
10. Non ci sono più
11. Oggi va così (feat. Alessio Beltrami)
12. In silenzio
13. Nonostante tutto
14. Voodoo Connection (feat. Gangsta Nano, Deluxe & Suarez)
15. Outro